# Родригес, Хорхе Умберто
Хорхе Умберто Родригес Эрнандес (исп. Jorge Humberto Rodríguez Hernández; родился 20 мая 1971 года в Сан-Алехо, Сальвадор) — сальвадорский футболист. Играл на позиции защитника и полузащитника в различных сальвадорских клубах и американском «Далласе». Являлся игроком национальной сборной Сальвадора, за которую провел 71 матч.
В настоящее время является футбольным тренером. Тренировал сальвадорский «Исидро Метапан». В 2015 году был временным тренером сборной Сальвадора по футболу.

## Клубная карьера
Прозванный как эль-Сарко (исп. el Zarco) Родригес начинал свою карьеру в клубе сальвадорского Второго дивизиона, «Уракане» из Атикисаи. Далее он выступал за различные ведущие сальвадорские команды: «Исидро Метапан», «ФАС», «Агилу» и «Альянсу».
За 6 сезонов в «Далласе» Родригес сыграл в 155 матчах и забил 25 голов.

## Международная карьера
Родригес дебютировал в составе сборной Сальвадора в апреле 1991 года, в отборочном турнире Кубка наций Центральной Америки, в матче против сборной Никарагуа. За 14 лет Родригес провёл 71 игру за национальную команду и забил 9 мячей. Он представлял свою страну в 24 матчах отборочных турниров Чемпионата мира, выступал на трёх Кубках наций Центральной Америки (1991, 1995 и 2001) и трёх Золотых кубках КОНКАКАФ (1996, 1998 и 2002).
Последний раз за сборную Сальвадора он сыграл в ноябре 2004 годах в рамках отборочного турнира Чемпионата мира 2006 против сборной Панамы.

### Голы за сборную Сальвадора
| # | Дата            | Место                                           | Соперник   | Счёт | Итог | Соревнование                         |
| - | --------------- | ----------------------------------------------- | ---------- | ---- | ---- | ------------------------------------ |
| 1 | 12 ноября 1995  | Флор Бланка, Сан-Сальвадор, Сальвадор           | Югославия  | 1:2  | 1:4  | Товарищеский матч                    |
| 2 | 10 декабря 1995 | Кускатлан, Сан-Сальвадор, Сальвадор             | Коста-Рика | 2:0  | 2:1  | Кубок наций Центральной Америки 1995 |
| 3 | 1 декабря 1996  | Кускатлан, Сан-Сальвадор, Сальвадор             | Куба       | 3:0  | 3:0  | Квалификация Чемпионата мира 1998    |
| 4 | 5 марта 2000    | Кускатлан, Сан-Сальвадор, Сальвадор             | Белиз      | 2:0  | 5:0  | Квалификация Чемпионата мира 2002    |
| 5 | 16 апреля 2000  | Народный футбольный стадион, Ориндж-Уолк, Белиз | Белиз      | 3:0  | 3:1  | Квалификация Чемпионата мира 2002    |
| 6 | 15 ноября 2000  | Кускатлан, Сан-Сальвадор, Сальвадор             | Ямайка     | 2:0  | 2:0  | Квалификация Чемпионата мира 2002    |
| 7 | 23 мая 2001     | Эксельсиор, Пуэрто-Кортес, Гондурас             | Никарагуа  | 1:0  | 3:0  | Кубок наций Центральной Америки 2001 |
| 8 | 23 мая 2001     | Эксельсиор, Пуэрто-Кортес, Гондурас             | Никарагуа  | 3:0  | 3:0  | Кубок наций Центральной Америки 2001 |
| 9 | 18 августа 2004 | Кускатлан, Сан-Сальвадор, Сальвадор             | Панама     | 2:1  | 2:1  | Квалификация Чемпионата мира 2006    |

## Личная жизнь
Родригес получил прозвище Zarco, что с испанского переводится как «голубоглазый», из-за своего цвета глаз.

## Достижения

### В качестве игрока
- ФАС
  - Чемпион Сальвадора (2): 1994/95, 1995/96
- Агила
  - Чемпион Сальвадора (2): Апертура 2000, Клаусура 2001
  - Обладатель Кубка Сальвадора (1): 1999/00
- Исидро Метапан
  - Чемпион Сальвадора (2): Клаусура 2007, Апертура 2008
- Даллас:
  - Обладатель Открытого кубка США (1): 1997

### В качестве тренера
- Исидро Метапан
  - Чемпион Сальвадора (3): Апертура 2013, Клаусура 2014, Апертура 2014

### Личные достижения и награды
- Даллас:
  - MVP «Даллас Бёрн» (1998)
  - Защитник года «Даллас Бёрн» (1998)
  - Защитник года «Даллас Бёрн» (2000)
  - Защитник года «Даллас Бёрн» (2001)